# Tập quán
Tập quán là thuật ngữ được hiểu dưới nhiều góc độ khác nhau.
Dưới góc độ ngôn ngữ, tập quán là một thói quen được hình thành lâu đời được mọi người tuân theo. Là những quy tắc xử sự được hình thành một cách tự phát lâu ngày trong đời sống, xã hội và được chủ thể thừa nhận là quy tắc ứng xử chung
Dưới góc độ pháp lý, tập quán là thói quen đã thành nếp trong đời sống, xã hội, trong sản xuất và trong sinh hoạt thường ngày, được cộng đồng có tập quán đó làm theo như một quy ước chung của cộng đồng.
Trong trường hợp chi tiết của một con người phát triển bản thân ngày nay đã tân tiến dần và thói quen “hành vi”(tập quán) cũng đã dần dần được chỉnh sửa và thay đổi phù hợp hay thích hợp với từng hoàn cảnh, môi trường xung quanh họ. Như vậy tập quán là hành vi của một con người từ thủa sơ khai tới hiện tại của chính con người đó.
Trong BLDS 2015 thuật ngữ “tập quán” được định nghĩa tại khoản 1 Điều 5, theo đó: “Tập quán là quy tắc xử sự có nội dung rõ ràng để xác định quyền, nghĩa vụ của cá nhân, pháp nhân trong quan hệ dân sự cụ thể, được hình thành và lặp đi lặp lại nhiều lần trong một thời gian dài, được thừa nhận và áp dụng rộng rãi trong một vùng, miền, dân tộc, cộng đồng dân cư hoặc trong một lĩnh vực dân sự”.